# Alfred Burke
Alfred Burke (28 de fevereiro de 1918 - 16 de fevereiro de 2011) foi um ator inglês, mais conhecido por sua interpretação de Frank Marker na série de drama Public Eye, que ficou no ar na televisão por dez anos.

## Filmografia parcial
- Let's Be Happy (1957)
- Bitter Victory (1957)
- Operation Amsterdam (1959)
- Model for Murder (1959)
- The Angry Silence (1960)
- Dead Lucky (1960)
- Crooks Anonymous (1962)
- Children of the Damned (1963)
- Night Caller from Outer Space (1965)